# カンヴァセーション
『カンヴァセーション』（Conversation）は、アメリカのピアニスト、デイヴィッド・ベノワがヘッズ・アップより2012年に発売したアルバム。
ヘッズ・アップからの第二弾アルバム。ベノワとクラーク・ジャーメインとの共同プロデュース作品。
歌手として参加したこともあるデイヴィッド・パックやジェフ・ゴルブ、パット・ケリー (ミュージシャン)がギタリストとしてゲスト参加している。ツアー・メンバーでもあるデイヴィッド・ヒューズとジェイミー・テイトも参加。
「Diary Of A Wimpy Kid」は映画『グレッグのダメ日記』のテーマのカバー曲。「Kei's Song Redux」はアルバム『フリーダム・アット・ミッドナイト』に収録された「Kei's Song」のリテイクとなる。

## トラック・リスト
| 全作曲: David Benoit *David Packも参加, **Theodore Shapiroによる。 |                                            |      |                                                          |      |
| #                                                                  | タイトル                                   | 作詞 | 作曲・編曲                                               | 時間 |
| 1.                                                                 | 「Napa Crossroads Overture」               |      | David Benoit *David Packも参加, **Theodore Shapiroによる | 3:47 |
| 2.                                                                 | 「Feelin' It」                             |      | David Benoit *David Packも参加, **Theodore Shapiroによる | 3:57 |
| 3.                                                                 | 「Diary Of A Wimpy Kid」                   |      | David Benoit *David Packも参加, **Theodore Shapiroによる | 3:07 |
| 4.                                                                 | 「Kei's Song Redux」                       |      | David Benoit *David Packも参加, **Theodore Shapiroによる | 4:49 |
| 5.                                                                 | 「Sunrise On Mansion Row」                 |      | David Benoit *David Packも参加, **Theodore Shapiroによる | 4:10 |
| 6.                                                                 | 「You're Amazing」                         |      | David Benoit *David Packも参加, **Theodore Shapiroによる | 3:21 |
| 7.                                                                 | 「Q's Motif」                              |      | David Benoit *David Packも参加, **Theodore Shapiroによる | 3:11 |
| 8.                                                                 | 「Let's Get Ready」                        |      | David Benoit *David Packも参加, **Theodore Shapiroによる | 4:47 |
| 9.                                                                 | 「Conversation」(From Music for Two Trios) |      | David Benoit *David Packも参加, **Theodore Shapiroによる | 4:55 |